# Winston Reid
Winston Wiremu Reid (sinh ngày 3 tháng 7 năm 1988) là một cầu thủ bóng đá chuyên nghiệp người New Zealand, hiện đang chơi ở vị trí hậu vệ cho câu lạc bộ West Ham United và đội tuyển quốc gia New Zealand.

## Tuổi thơ
Cả cha mẹ của Reid đều có tổ tiên Māori. Anh sinh ra ở North Shore, Auckland, New Zealand và bắt đầu chơi bóng năm 4 tuổi tại câu lạc bộ Takapuna. Reid chuyển đến Đan Mạch năm 10 tuổi ở với mẹ và cha dượng người Đan Mạch. Anh vẫn luôn duy trì liên lạc với cha và gia đình ở New Zealand.

## Thống kê sự nghiệp

### Quốc tế
Tính đến ngày 14 tháng 6 năm 2022.
| Đội tuyển quốc gia | Năm       | Số trận | Bàn thắng |
| ------------------ | --------- | ------- | --------- |
| New Zealand        | 2010      | 8       | 1         |
| New Zealand        | 2011      | 1       | 0         |
| New Zealand        | 2012      | 2       | 0         |
| New Zealand        | 2013      | 3       | 0         |
| New Zealand        | 2014      | 4       | 0         |
| New Zealand        | 2015      | 1       | 0         |
| New Zealand        | 2016      | 2       | 0         |
| New Zealand        | 2017      | 1       | 0         |
| New Zealand        | 2018      | 2       | 0         |
| New Zealand        | 2019      | 1       | 0         |
| New Zealand        | 2022      | 7       | 0         |
| Tổng cộng          | Tổng cộng | 32      | 1         |

Bàn thắng quốc tế
| # | Ngày                | Địa điểm                                      | Đối thủ  | Bàn thắng | Kết quả | Giải đấu       |
| - | ------------------- | --------------------------------------------- | -------- | --------- | ------- | -------------- |
| 1 | 15 tháng 6 năm 2010 | Sân vận động Royal Bafokeng, Phokeng, Nam Phi | Slovakia | 1–1       | 1–1     | World Cup 2010 |